# Богданов, Михаил Геннадьевич
Михаил Геннадьевич Богданов  (1963—2000) — российский военный, подполковник, участник Чеченских войн.

## Биография
Родился в Ростове-на-Дону 24 ноября 1963 года.
Окончил среднюю школу № 78 Ростова-на-Дону.
Служил в Советской и Российской армиях. В последние годы проходил службу в воинской части Приволжского округа внутренних войск МВД России в Уфе, откуда отправлялся в командировки на Северный Кавказ, где в то время шли боевые действия. Был заместителем командира войсковой части 6520 по работе с личным составом.
Был тяжело ранен в бою 2 июля 2000 года в ходе спецоперации по ликвидации вооруженных преступников в Чечне.
Умер в госпитале города Моздока 3 июля 2000 года, похоронен в Уфе на Южном кладбище.
Посмертно был награждён орденом Мужества. Также был награждён медалями и знаком «За отличную службу в МВД».
14 июля 2018 года в Ростове-на-Дону на фасаде школы № 78 (ул. Красноармейская, 5) открыли мемориальную доску в память о подполковнике Михаиле Богданове. С этой инициативой по просьбе матери Михаила Геннадьевича выступил командующий Южным округом войск национальной гвардии РФ Герой России генерал-лейтенант Олег Козлов.